# 埃爾斯滕布施巴赫河

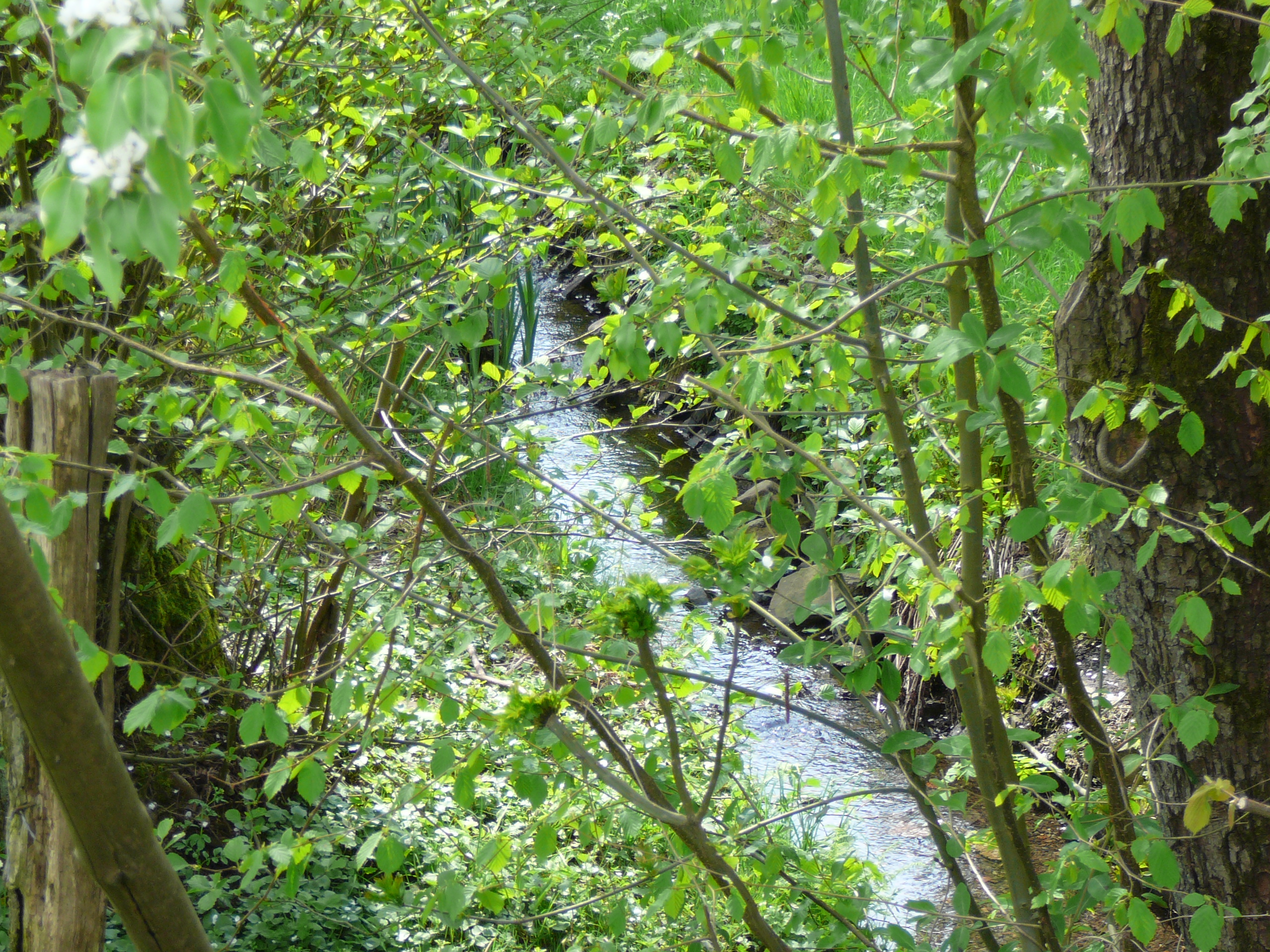

51°17′21.36″N 7°8′25.16″E / 51.2892667°N 7.1403222°E
埃爾斯滕布施巴赫河（德語：Elsternbuschbach），是德國的河流，位於該國西部，流經北萊茵-威斯特法倫州，處於伍珀塔爾，屬於魯爾河的支流，河道全長1公里。